# Pang Qianyu
Pour les articles homonymes, voir Pang (homonymie).
Dans ce nom chinois, le nom de famille, Pang, précède le nom personnel.
Pang Qianyu est une lutteuse libre chinoise née le 13 novembre 1996.
En 2021, elle est sacrée vice-championne olympique en moins de 53 kg à Tokyo en 2021.

## Palmarès

### Jeux olympiques
- Médaille d'argent en lutte libre dans la catégorie des moins de 53 kg en 2021 à Tokyo face à Mayu Mukaida[1].